# Mech (faraon)
Mech albo Imichet – znany wyłącznie z imienia władca Dolnego Egiptu z okresu predynastycznego (koniec IV tysiąclecia p.n.e.). Imię jego widnieje jako ostatnie całkowicie czytelne w najwyższej linii kamienia z Palermo, bazaltowej steli zawierającej roczniki od czasów mitycznych do V dynastii, po Waznerze. Nie został potwierdzony w żadnym innym źródle. Jego panowanie jest zatem podważane – możliwe, że był jedynie postacią mityczną lub nawet całkowicie zmyśloną.

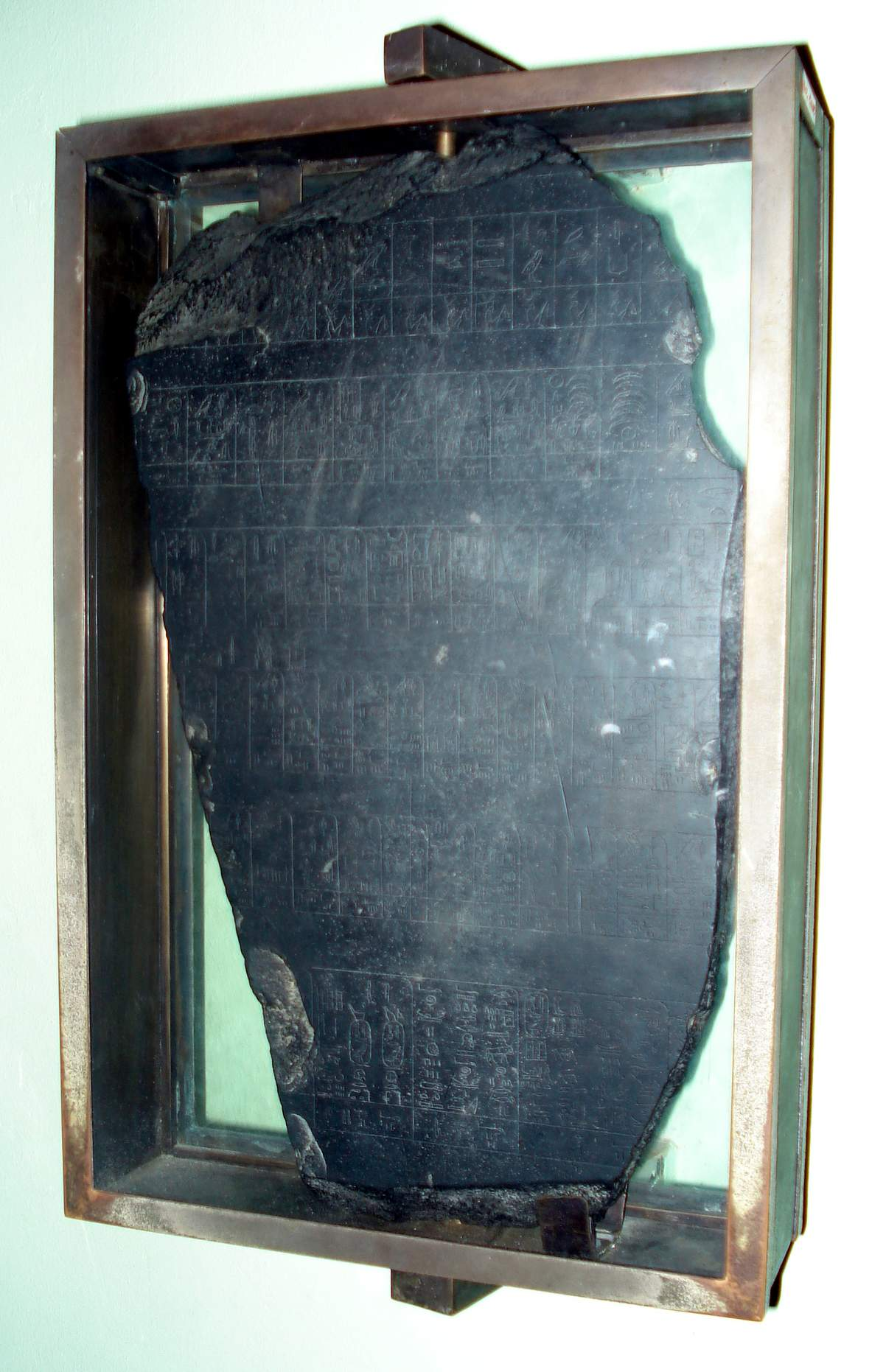
Kamień z Palermo

 Jego imię można przetłumaczyć jako Ten, Który Jest w Bóstwie.